# Rivaldo
Rivaldo, właśc. Rivaldo Vitor Borba Ferreira (wym. [ʁiˈvawdu]; ur. 19 kwietnia 1972 w Recife) – brazylijski piłkarz, który występował na pozycji napastnika lub pomocnika oraz trener piłkarski.  Uczestnik mundiali w 1998 i 2002. W przeszłości zawodnik klubów: Santa Cruz, Mogi Mirim, Corinthians Paulista, SE Palmeiras, Deportivo La Coruña, FC Barcelona, A.C. Milan, Cruzeiro EC, Olympiakos, AEK, Bunyodkor Taszkent, São Paulo FC, Kabuscorp SC oraz AD São Caetano. Oprócz brazylijskiego posiada także hiszpański paszport.

## Kariera klubowa
Po odejściu (z powodu powrotu Louisa van Gaala na stanowisko trenera) z Barcelony po udanych MŚ 2002, zmienił klub na AC Milan, z którym zdobył Puchar Włoch, Superpuchar Europy i wygrał Ligę Mistrzów. Nie potrafił się jednak odnaleźć na San Siro dlatego zarząd Milanu postanowił rozwiązać obowiązujący go kontrakt.
Rivaldo przez kilka ostatnich sezonów grał w lidze greckiej. Z Olympiakosem zdobył 3 tytuły mistrza kraju i 2 puchary kraju. Stał się największą gwiazdą ligi greckiej. W sezonie 2006/2007 jego klubowym kolegą był obrońca reprezentacji Polski Michał Żewłakow. W 2007 po tym, jak Olympiakos nie wpłacił pieniędzy na fundację Rivaldo wspomagającą biedne brazylijskie dzieci, a zarząd Olympiakosu zaoferował mu przedłużenie kontraktu tylko na jeden rok, podpisał kontrakt z AEK-iem na dwa lata.
W 2008 Rivaldo w wieku 36 lat opuścił AEK i podpisał roczny kontrakt z uzbeckim klubem Bunyodkor Taszkent, którego trenerem był słynny piłkarz – Zico również znajdujący się na liście 100 najlepszych piłkarzy XX wieku FIFA 100. Szczegółów umowy Rivaldo z uzbeckim klubem nie ujawniono.
W listopadzie 2010 został ponownie piłkarzem Mogi Mirim EC, którego w tym czasie również był prezesem, podpisując roczny kontrakt, jednak pod koniec stycznia 2011 został na rok wypożyczony do São Paulo. W swoim pierwszym meczu dla nowego klubu – przeciwko Linense (3 lutego, wygrana 3:2) – zdobył bramkę.
W 1999 został uznany za najlepszego piłkarza świata przez magazyn „World Soccer” oraz FIFA. Jest także laureatem „Złotej Piłki” w plebiscycie France Football.
15 marca 2014 roku oficjalnie ogłosił zakończenie kariery. Jednak z powodu słabej gry Mogi Mirim EC, które po ośmiu kolejkach w brazylijskiej Serie B zajmowało ostatnią pozycję, postanowił wznowić karierę dla dobra drużyny.
Po wznowieniu kariery, reprezentując barwy Mogi Mirim, grał w tym klubie ze swoim synem. W meczu 13. kolejki drugiej ligi brazylijskiej, doszło do niecodziennej sytuacji podczas domowego, wygranego 3:1 meczu z klubem Macaé EFC, ponieważ w tym spotkaniu wszystkie bramki dla jednej drużyny zdobyli ojciec z synem.

## Kariera reprezentacyjna
Wystąpił w reprezentacji 74 razy i strzelił 35 bramek. Podczas francuskich finałów MŚ, gdy Canarinhos zdybyli wicemistrzostwo świata, Rivaldo rozegrał 7 spotkań, w których strzelił 3 gole. Na mistrzostwach świata w 2002 był jedną z gwiazd całego turnieju – zdobył 5 bramek i 3 asysty. Został drugim strzelcem zespołu oraz całego turnieju (wspólnie z Miroslavem Klose; królem strzelców został wtedy Ronaldo). Zrezygnował z gry w reprezentacji po mistrzostwach świata w Niemczech w 2006, w których nie wziął udziału.

## Kariera trenerska
W latach 2008–2015 pełnił funkcję prezesa klubu Mogi Mirim EC, gdzie również grał.
18 stycznia 2019 roku marokański klub Chabab Mohammédia ogłosił, że nowym dyrektorem technicznym oraz trenerem zostanie Rivaldo. Brazylijczyk zaprzeczył, że umowa została zawarta, ponieważ podpisał przedwstępną umowę, w której klub musi uzyskać awans z National (trzeciego szczebla w lidze marokańskiej).

## Sukcesy

### Reprezentacyjne

#### Brazylia
- Mistrzostwo Świata 2002
- Wicemistrzostwo Świata 1998
- Copa América 1999
- Puchar Konfederacji 1997
- Brązowy medal IO 1996

### Klubowe

#### Palmeiras
- Campeonato Paulista 1994, 1996
- Campeonato Brasileiro Série A 1994
- Copa Euro América 1996

#### FC Barcelona
- Mistrzostwo Hiszpanii 1997/98, 1998/99
- Puchar Króla 1997/98
- Superpuchar Europy 1997

#### AC Milan
- Liga Mistrzów 2002/03
- Puchar Włoch 2002/03
- Superpuchar Europy 2003

#### Cruzeiro
- Campeonato Mineiro: 2004

#### Olympiakos
- Mistrzostwo Grecji 2004/05, 2005/06, 2006/07
- Puchar Grecji 2004/05, 2005/06

#### Bunyodkor
- Mistrzostwo Uzbekistanu 2008, 2009, 2010
- Puchar Uzbekistanu 2008, 2010

### Indywidualne
- Złota Piłka 1999
- Piłkarz roku FIFA 1999
- Piłkarz roku World Soccer 1999
- Najlepszy piłkarz Copa América 1999
- Król strzelców Copa América 1999
- Król strzelców Ligi Mistrzów 2000
- Srebrny but mistrzostw świata 2002
- Piłkarz Roku Primera División 1998/1999
- Wicekról strzelców Primera División 1998, 1999, 2001
- Obcokrajowiec Roku greckiej ligi 2005, 2006, 2007, 2008
- Król strzelców uzbeckiej ligi 2009
- FIFA 100

## Życie prywatne
Dwukrotnie żonaty. Jego pierwszą żoną była Rose Fereira (1993-2003), z którą ma dwójkę dzieci: syna Rivaldo Vítora Moscę Ferreirę Júniora, znanego jako Rivaldinho, który podobnie jak ojciec jest piłkarzem, oraz córkę Thamirys. Od 2004 spotyka się z Elizą Kaminski, z którą obecnie jest żonaty. Mają trójkę dzieci: córkę Rebecę i dwóch synów: João Vitora oraz Isaque'a.